# امیلی کای باک
امیلی کای باک (به انگلیسی: Emily Kai Bock؛ زاده ۱۹۸۳ یا ۱۹۸۴) نویسنده و کارگردان فیلم کانادایی است.

## فیلم‌شناسی

### موزیک ویدئوها
| سال  | عنوان              | هنرمند     | م.          |
| ---- | ------------------ | ---------- | ----------- |
| ۲۰۱۲ | «فراموشی»          | گرایمز     | [ ۱ ]       |
| ۲۰۱۲ | «هنوز دوباره»      | گریزلی بر  | [ ۲ ] [ ۳ ] |
| ۲۰۱۳ | «آخرت»             | آرکید فایر | [ ۴ ]       |
| ۲۰۱۴ | «شراره‌های زرد آتش» | لرد        | [ ۵ ]       |

### تبلیغات تلویزیونی
| سال | محصول                 | شرکت          | م.          |
| --- | --------------------- | ------------- | ----------- |
|     | کوکا کولا             | شرکت کوکاکولا | [ ۶ ] [ ۷ ] |
|     | سوخت برای زندگی (عطر) | دیزل          | [ ۶ ] [ ۷ ] |